# Zbigniew Kościów
Zbigniew Kościów (ur. 23 stycznia 1929 w Brodach) – polski pisarz i pedagog muzyczny, badacz kultury muzycznej polskich Ormian i Serbołużyczan.

## Życiorys
Syn Stanisława, żołnierza Legionów Polskich zamordowanego przez NKWD w 1940 roku, oraz nauczycielki Wandy z d. Krynickiej. W 1945 roku osiadł wraz z matką i rodzeństwem w Opolu, egzamin dojrzałości zdał w 1948 roku w opolskim II Państwowym
Liceum i Gimnazjum w Opolu przy ul. Le Ronda. Studiował botanikę u prof. Stefana Macki na Uniwersytecie Wrocławskim, jednak całe swoje późniejsze życie zawodowe związał z muzyką. Od 1954 do 1995 roku wykładał przedmioty teoretyczne oraz grę na fortepianie i organach w szkołach muzycznych. W latach 1972–1992 publikował cykl felietonów muzycznych „Kontrapunkty” na łamach miesięcznika Opole. Od 1963 do 1981 roku współpracował z Polskim Radiem Opole. W latach 1981–1984 był prezesem Opolskiego Towarzystwa Muzycznego.
Publikował artykuły na łamach Poglądów, Ruchu Muzycznego, Tygodnika Powszechnego i Gościa Niedzielnego, a także w łużyckich czasopismach Rozhled, Nowa Doba i Serbskie Nowiny. Opublikował m.in. prace Muzyka polskich Ormian (Opole 1977), Opolska kultura muzyczna (Opole 1977), O muzyce armeńskiej (Opole 1990), Brody: przypomnienie kresowego miasta (Opole 1993), Muzyka Połabian i Łużyczan (Opole 1999), Korla August Kocor: zarys biografii (Opole 2005). Wydał także biografie Meyerbeera, Brucknera, Honeggera, Chaczaturiana i Bizeta.
Otrzymał Nagrodę Artystyczną Wojewody Opolskiego (1994) oraz nagrodę „Myto Domowiny” Związku Serbów Łużyckich Domowina (2004).